# Plenotrichopsis coffeae
Plenotrichopsis coffeae är en svampart som beskrevs av Bat., H. Maia & C.T. Vasconc. 1961. Plenotrichopsis coffeae ingår i släktet Plenotrichopsis, divisionen sporsäcksvampar och riket svampar.   Inga underarter finns listade i Catalogue of Life.